# Sito archeologico del Monte Bonifato
Secondo Licofrone di Alessandria, uno studioso sconosciuto che sistemò la biblioteca di Alessandria nel III secolo a.C., anticamente sul Monte Bonifato di Alcamo esisteva un centro abitato chiamato Longuro. Questo insediamento sarebbe stato fondato da una colonia di greci che erano fuggiti da Troia.
Il sito archeologico è stato probabilmente abitato dal VII secolo a.C. al XII secolo d.C.
Con il nome Longuro era pure chiamato il monte Bonifato, che secondo altri studiosi fu denominato anche “Aereo” e “Longarico” (che sarebbe il nome latino di Longuro).
Durante il periodo romano, gli abitanti si trasferirono alle pendici del monte, in modo da potersi dedicare all'agricoltura nei campi.

## Scavi
Fin dalla seconda metà del XVI secolo, diversi studiosi hanno accertato alcuni siti di interesse archeologico sul Monte Bonifato, tra i quali i resti dell'antico centro abitato,, individuati dallo studioso Tommaso Fazello.
In seguito i resti archeologici furono oggetto di ricerca da parte di storici alcamesi come Ignazio de Blasi nel XVIII secolo e Vincenzo di Giovanni nel XIX secolo. Nel Museo archeologico regionale Antonio Salinas sono ospitati delle lucerne e bolli di laterizi di età romana ritrovati dallo storico alcamese Pietro Maria Rocca durante il XIX secolo.
I primi scavi archeologici hanno portato alla luce delle tombe a grotticella, senza alcun reperto all'interno, in quanto riutilizzate in epoca successiva dai contadini.
In seguito sono stati ritrovati reperti e resti di antichissimi insediamenti,, compresa un'abitazione risalente al VI-VII secolo a.C. e cocci in ceramica e bronzo esposti al Museo Baglio Anselmi di Marsala.
Negli ultimi anni gli scavi sono stati condotti nell'ambito di campi-scuola organizzati da Legambiente (1996), Archeoclub di Trapani-Erice (2000), LIPU (2001) e Gruppo Archeologico Drepanon (dal 2007 al 2010, all'interno dell'iniziativa denominata "Progetto Bunifat").

## Insediamenti abitativi
In seguito agli scavi archeologici del 2014, e all’intervento di recupero e di restauro delle due cisterne, realizzato dal Libero consorzio comunale di Trapani, eseguiti sotto la supervisione scientifica della Soprintendenza dei Beni Culturali di Trapani, la dottoressa Rossella Giglio e l'archeologa Giuseppina Mammina, diretti dall'archeologa Antonina Stellino, si sono poste le prime basi scientifiche per avere maggiore chiarezza sugli insediamenti abitativi.
Gli scavi hanno portato alla luce un quartiere urbano periferico, in cui viene confermata la presenza dell'uomo dall'VIII secolo a.C. fino al XIII secolo d.C. Il quartiere urbano di epoca medievale (XIII secolo d.C.) attesta l’ultima presenza di insediamento continuativo, arrivando al 1396, anno in cui avviene l’abbandono del sito medievale sul monte, dopo il restauro del Castello dei Ventimiglia. 
In seguito a questi scavi sono venuti fuori otto edifici, con le porte d'ingresso; quattro sono situati sul lato monte, e altri quattro sul lato valle, divisi dalla strada che portava all'abitato. Inoltre, addossata alle case unicellulari, è stata scoperta una cinta muraria di contenimento lunga 20 metri circa, dove sono visibili tracce di vani, forse destinati alle sentinelle di guardia. Le mura sono state realizzate con la tecnica del muro a secco, con blocchi squadrati in pietra calcarea locale.
Dal VI secolo a.C. Monte Bonifato, molto probabilmente, ebbe un ruolo satellite della vicina città di Segesta. Inoltre, il sito presenta rare tracce di insediamento umano durante il periodo dell’Impero Romano; infatti, dopo il III-II sec a.C., l’interesse dei Romani era rivolto a valle del Monte e lungo la costa del Golfo, ad ovest per la valle del Fiume Freddo (poi fiume Caldo), e ad est per la valle del torrente Finocchio e Calatubo.
Le strutture murarie che sono venute alla luce, danno prova di una presenza costante dal IX secolo d.C. in poi: gli Arabi, quando giunsero sul Monte Bonifato, vollero edificare le proprie case sul luogo dove già esistevano quelle di epoche precedenti. Inoltre, qui gli Arabi trovarono un posto sicuro e risorse adeguate per uno stile di vita adatto ai nuclei familiari, grazie alla presenza dell'acqua.

## Le cisterne
Le cisterne di epoca medievale (denominate A e B) risalgono al XIII secolo d.C., ciò viene confermato dalle tecniche murarie utilizzate e dal ritrovamento delle ceramiche invetriate verdi di quel periodo. Per ciò che concerne il loro recupero e restauro, è stato rimosso l'humus ed il materiale che riempivano entrambe le cisterne fino alla sommità. La cisterna A, alta circa 4 metri e lunga 6 metri circa, era utilizzata da più abitazioni unicellulari. La cisterna B, di minori dimensioni rispetto all'altra, misura metri 2,85 x 4,30 circa. 
La cisterna A, risalente al periodo medievale, è stata portata in luce per l'intero perimetro; ha dei blocchi squadrati, l'interno e il pavimento intonacati. Sul lato nord è presente una botola da dove si attingeva l'acqua, mentre sul lato monte esiste la canalizzazione per l'afflusso delle acque.
All'interno della cisterna B si è scoperta un’iscrizione, con la data: 1264; le altre iscrizioni presenti potrebbero indicare dei calcoli matematici per la costruzione della cisterna, oppure la sua capacità.

## Materiali rinvenuti
Il materiale proveniente dal quartiere urbano posto in luce è soprattutto ceramico, ad eccezione dei frammenti in bronzo e in ferro, proiettili di pietra, un chopper, materiale organico di natura animale, macine.
Il materiale più antico rinvenuto, comprende esemplari realizzati ad impasto, ma anche al tornio. 
I generi di ceramiche scoperte si diversificano in modo cronologico, partendo dal VII secolo a.C.: sono presenti reperti attribuibili alla proto-elima, indigena, attica, ionica ed ellenistica; ciò a conferma di un continuo contatto con Segesta e con altri centri elimi della Sicilia occidentale.
Tra le ceramiche non decorate ci sono dei frammenti di grandi contenitori usati per la conservazione delle derrate alimentari (pithoi), mortai, pentole e piatti. Si sono rinvenuti, inoltre, esemplari di ceramica a decorazione geometrica, realizzati sia ad impasto sia al tornio e relativi a scodelle, anfore e brocche.
I materiali rinvenuti all’interno delle cellule abitative, come filtri, ceramica di uso comune e soprattutto ceramica invetriata, attestano per l'argilla, l’evoluzione di un affinamento nella produzione, impasto e cottura, che portarono ad un tipo di vasellame più elegante, anche se allora non era importante il lato estetico, trattandosi di una realtà per lo più di tipo rurale basata sull’essenziale.

## Il sito oggi
Il sito archeologico, risalente all'età del ferro, è stato aperto al pubblico il 15 dicembre 2015. Gli scavi sono stati finanziati dall’ex Provincia Regionale di Trapani; dopo questi lavori pubblici l'Archeoclub d’Italia Calatub, come gruppo di volontari, si è occupata della pulitura, monitoraggio, salvaguardia, tutela, promozione e divulgazione con giornate a ciò finalizzate.
L'archeologa alcamese Antonina Stellino è impegnata fin dal 2014 nella sistemazione e catalogazione dei reperti rinvenuti in questo sito, in attesa dell'istituzione di un Antiquarium ad Alcamo.